# Crimes of Passion
Crimes of Passion – tytuł drugiego studyjnego krążka amerykańskiej wokalistki Pat Benatar, który ukazał się w roku 1980. Płyta dotarła do drugiej pozycji na amerykańskiej liście bestsellerów i pozostawała w ścisłej czołówce przez kilka miesięcy, stając się największym komercyjnym sukcesem Benatar w jej dotychczasowej karierze. Album spotkał się również z życzliwym przyjęciem ze strony krytyków. Krążek sprzedał się na całym świecie w ponad 5 mln egzemplarzy, a w USA zyskał status multiplatynowej płyty, rozchodząc się tam w ponad 4 mln kopii. Płyta wylansowała kilka wielkich hitów, na czele z Hit Me with Your Best Shot, który stał się pierwszym singlem Benatar w TOP 10 amerykańskiej listy przebojów i który sprzedał się w ponad milionowym nakładzie. Za album Crimes of Passion Pat Benatar otrzymała pierwszą w swojej karierze nagrodę Grammy dla najlepszej wokalistki rockowej.

## Lista utworów
| 1.  | Treat Me Right             | 3:24  |
|     |                            |       |
| 2.  | You Better Run             | 3:02  |
|     |                            |       |
| 3.  | Never Wanna Leave You      | 3:13  |
|     |                            |       |
| 4.  | Hit Me With Your Best Shot | 2:51  |
|     |                            |       |
| 5.  | Hell Is for Children       | 4:48  |
|     |                            |       |
| 6.  | Little Paradise            | 3:32  |
|     |                            |       |
| 7.  | I'm Gonna Follow You       | 4:28  |
|     |                            |       |
| 8.  | Wuthering Heights          | 4:28  |
|     |                            |       |
| 9.  | Prisoner of Love           | 3:05  |
|     |                            |       |
| 10. | Out-a-Touch                | 4:19  |
|     |                            |       |
|     |                            | 37:10 |
|     |                            |       |

## Lista wykonawców
- Pat Benatar: wokal, chórki
- Neil Geraldo: gitara, keyboard, chórki
- Scott St. Clair Sheets: gitara
- Myron Grombacher: perkusja
- Roger Capps: bass, chórki

## Single
- You Better Run #42 US
- Hit Me With Your Best Shot #9 US
- Treat Me Right #18 US

## Dodatkowe informacje
- teledysk do piosenki You Better Run był drugim wideoklipem wyemitowanym przez MTV.
- piosenka Hell Is for Children jest rockowym numerem traktującym o przemocy wobec dzieci.
- utwór Wuthering Heights jest przeróbką przeboju Kate Bush pod tym samym tytułem.